# خاتم لودفيغ براندتل
تعتبر خاتم لودفيغ براندتل أعلى جائزة من الجمعية الألمانية للملاحة الجوية والفضائية الألمانية Deutsche Gesellschaft für Luft- und Raumfahrt، والتي منحت «للمساهمة المتميزة في مجال هندسة الطيران». تم تسمية الجائزة تكريما لودفيغ براندتل.

## المستلمون
- 1957 ثيودور فون كارمان[1]
- 1958 ألبرت بيتز[2]
- 1959 كلود دورنير[3]
- 1960 Frederick Handley Page[4]
- 1961 هنريش فوك[5]
- 1962 Hermann Blenk [الإنجليزية][6]
- 1963 fr [maurice roy (ingenieur)][7]
- 1964 Ernst Schmidt (engineer) [ernst schmidt (thermodynamiker)][8][9]
- 1965 Jakob Ackeret
- 1966 Adolf Busemann
- 1967 جوزيبي غابرييلي
- 1968 هانز ليبمان
- 1969 Hermann Schlichting
- 1970 Dietrich Küchemann
- 1971 Robert Legendre[10]
- 1972 Ludwig Bölkow
- 1973 Klaus Oswatitsch [الإنجليزية][11]
- 1974 ويليام ر. سيرز
- 1975 August W. Quick[12]
- 1976 Alec David Young
- 1977 Erich Truckenbrodt [الإنجليزية][13]
- 1978 روبرت توماس جونز
- 1979 Fritz Schultz-Grunow
- 1980 هربرت فاغنر
- 1981 Hans G. Küssner [الإنجليزية]
- 1982 Kurt Magnus [kurt magnus (ingenieur)]
- 1983 جيمس لايتهيل
- 1984 Bernhard H. Goethert
- 1985 Luigi Crocco [الإنجليزية]
- 1986 روجيه بيتيل
- 1987 هولت أشلي
- 1988 Itiro Tani [谷一郎 (物理学者)]
- 1989 Karl Wieghardt [karl wieghardt (physiker)]
- 1990 Hubert Ludwieg
- 1991 Gero Madelung [الإنجليزية]
- 1992 هانز فون أوهاين
- 1993 Xaver Hafer [الإنجليزية]
- 1994 جوسيف سينجر
- 1995 Werner Albring [الإنجليزية]
- 1996 Harvard Lomax
- 1997 Philippe Poisson-Quinton [الإنجليزية][14]
- 1998 Jürgen Zierep
- 1999 Hans G. Hornung
- 2000 Julius C. Rotta[15]
- 2001 Not awarded
- 2002 Boris Laschka
- 2003 Klaus Gersten [الإنجليزية]
- 2004 Egon Krause
- 2005 Wilhelm Schneider
- 2006 Richard Eppler [الإنجليزية]
- 2007 Peter Hamel
- 2008 Yuri Kachanov
- 2009 Siegfried Wagner
- 2010 Michael Gaster
- 2011 Not awarded
- 2012 جون دبليو. هاتشينسون
- 2013 Gottfried Sachs [الإنجليزية][16]
- 2014 Dietrich Hummel[17]
- 2015 Dietmar Hennecke [الإنجليزية]
- 2016 Egbert Torenbeek
- 2017 Helmut Sobieczky
- 2018 Hermann Fasel

## نظر أيضا
- قائمة جوائز الطيران
- قائمة الجوائز الهندسية